# Arjo Atayde
Juan Carlos Campo Atayde (5 de noviembre de 1990, Manila), más conocido como Arjo Atayde, es un actor y cantante hispano-filipino. Actualmente es un talento de ABS-CBN y Star Magic. Recientemente fue conocido por retratar al antagonista Joaquín Tuazon en la serie de horario estelar ABS-CBN, Ang Probinsyano.

## Vida personal
Nacido el 16 de noviembre de 1990 a la actriz Sylvia Sánchez y Art Atayde (un hombre de negocios). Es el hijo mayor y tiene 3 hermanos: Maria Sophia (Ria), María Ángela (Gela), y Xavier (Xavi). Estudió en La Salle Greenhills y se trasladó a la Escuela Internacional Reedley.

## Carrera
Su primera aparición notable en la televisión filipina fue en E-Boy interpretando el papel de "Jepoy" que fue emparejado en un amor-equipo con "Ella" (interpretado por Akiko Solon).
Es notable que en su joven carrera ya ha conseguido varios papeles protagonistas en la serie de antología de drama más larga Maalaala Mo Kaya (apareciendo en los episodios "Bangka", "Puntod", "Tsubibo" y más recientemente "Dos Por Dos "(2014) donde interpretó a un padre gay), algo que la mayoría de los actores filipinos tratan como un hito en sus carreras de actuación. Él ha ganado "la mejor personalidad masculina nueva de la TV" en los premios 2012 de la estrella de PMPC para la televisión para su episodio "Bangka".
En 2013, protagonizó como Rafael de Lara en la serie diurna de televisión Dugong Buhay. Pasó a protagonizar la adaptación coreana de 2014, Pure Love como Raymond de la Cruz / Ramón Esguerra. En 2015, se le dio su papel más importante hasta la fecha como Joaquin Tuazon en Ang Probinsyano.

### Televisión
- 2017 Ipaglaban Mo (ABS-CBN)
- 2015-Presenta Ang Probinsyano (ABS-CBN)
- 2015 Nathaniel (MTV Philippines)
- 2014 Pure Love (ABS-CBN)
- 2013 Toda Max (ABS-CBN)
- 2013 Dugong Buhay (ABS-CBN)
- 2012 E-Boy (ABS-CBN)
- 2001-02 Alabang Girls (ABC-CBN)